# Beatrice của Liên hiệp Anh
Beatrice của Liên hiệp Anh và Ireland, hay Beatrice của Liên hiệp Anh (tiếng Anh: Princess Beatrice of the United Kingdom; tên đầy đủ: Beatrice Mary Victoria Feodore; 14 tháng 4 năm 1857 – 26 tháng 10 năm 1944), sau là Thân vương tử phi Heinrich xứ Battenberg, là con gái của Victoria I của Liên hiệp Anh và Albrecht xứ Sachsen-Coburg và Gotha. Beatrice cũng là người con qua đời cuối cùng của Nữ vương Victoria, gần 66 năm sau khi người con đầu tiên của Victoria qua đời là Alice.
Tuổi thơ của Beatrice trùng với thời điểm Nữ vương Victoria đau buồn vì cái chết của chồng vào ngày 14 tháng 12 năm 1861. Khi các chị gái đã kết hôn và không còn gần bên mẹ, Nữ vương dựa dẫm vào người con gái út, và gọi Beatrice là "Đứa con bé nhỏ" trong phần lớn thời thơ ấu của Beatrice. Beatrice luôn được nuôi dưỡng bên nữ vương và vương nữ chấp thuận điều này. Nữ vương Victoria phản đối việc kết hôn của Beatrice đến nỗi từ chối thảo luận về hôn sự của con gái. Dù vậy, có nhiều người đã ngỏ lời cầu hôn Beatrice, trong đó có Louis-Napoléon, Hoàng thái tử Pháp, con trai của Hoàng đế lưu vong Napoléon III của Pháp, và Ludwig IV của Hessen và Rhein, góa vợ của chị gái Alice. Vương nữ bị thu hút bởi Louis-Napoléon và đã có những thảo luận về hôn nhân của hai người, nhưng Louis-Napoléon đã bị giết trong Chiến tranh Anh-Zulu năm 1879.
Beatrice sau đó đem lòng yêu Heinrich xứ Battenberg, con trai của Alexander xứ Hessen và Rhein và Julia Hauke, đồng thời là em chồng của Victoria của Hessen và Rhein, cháu gọi dì của Beatrice. Sau một năm thuyết phục, Nữ vương Victoria, người có thẩm quyền cho phép Beatrice và Heinrich kết hôn chiếu theo Đạo luật Hôn nhân Vương thất, cuối cùng đã đồng ý cho cuộc hôn nhân diễn ra tại Whippingham trên Đảo Wight vào ngày 23 tháng 7 năm 1885, với điều kiện Beatrice và Heinrich phải ở gần Nữ vương và Beatrice tiếp tục nhiệm vụ thư ký không chính thức của Victoria. Heinrich và Beatrice có với nhau bốn người con, nhưng 10 năm sau cuộc hôn nhân của hai vợ chồng, vào ngày 20 tháng 1 năm 1896, Heinrich qua đời vì bệnh sốt rét khi chiến đấu trong Chiến tranh Anh-Ashanti. Beatrice vẫn ở bên mẹ cho đến khi Nữ vương Victoria qua đời vào ngày 22 tháng 1 năm 1901. Beatrice đã dành 30 năm tiếp theo để biên tập nhật ký của Nữ vương với tư cách là người phụ trách được chỉ định của Victoria và tiếp tục thực hiện các nhiệm vụ trước công chúng. Vương nữ Beatrice qua đời ở tuổi 87 vào năm 1944.

## Những năm đầu đời

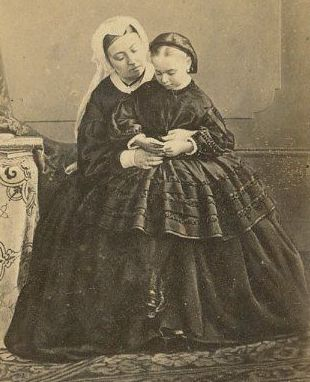
Hình ảnh Nữ vương Victoria bế Vương nữ Beatrice năm 1862

Beatrice sinh ngày 14 tháng 4 năm 1857 tại Cung điện Buckingham, Luân Đôn, là con gái thứ năm và là người con út trong số chín người con của Victoria của Liên hiệp Anh và Albrecht xứ Sachsen-Coburg và Gotha. Ca sinh nở này của Victoria đã gây ra tranh cãi khi có thông báo rằng Nữ vương sẽ sử dụng chloroform được cung cấp bởi Tiến sĩ John Snow nhằm giảm bớt cơn đau đớn do sinh nở. Chloroform được coi là nguy hiểm đối với người mẹ và đứa trẻ và bị Giáo hội Anh và các cơ quan y tế phản đối. Tuy nhiên, Victoria vẫn quyết định sử dụng "chất chloroform diệu kỳ" cho lần mang thai cuối cùng của mình. Hai tuần sau, Nữ vương đã ghi lại trong nhật ký rằng "Ta đã được đền đáp xứng đáng và quên đi tất cả những gì mình phải trải qua khi nghe tiếng Albrecht thân yêu nói rằng 'Đó là một đứa bé khỏe mạnh, và là một bé gái!'" Albrecht và Victoria quyết định đặt tên cho đứa trẻ là Beatrice Mary Victoria Feodore: Mary theo tên của Mary của Liên hiệp Anh và Hannover, người con cuối cùng còn sống của George III của Liên hiệp Anh; Victoria theo tên của Nữ vương và Feodore theo Feodora xứ Leiningen, chị gái cùng mẹ khác cha của Victoria. Beatrice được rửa tội trong nhà nguyện riêng ở Cung điện Buckingham vào ngày 16 tháng 6 năm 1857. Cha mẹ đỡ đầu của Beatrice là Thái Công tước phu nhân xứ Kent (bà ngoại); Victoria, Vương nữ Vương thất (chị cả); và Vương tôn Friedrich của Phổ (anh rể tương lai của Beatrice).

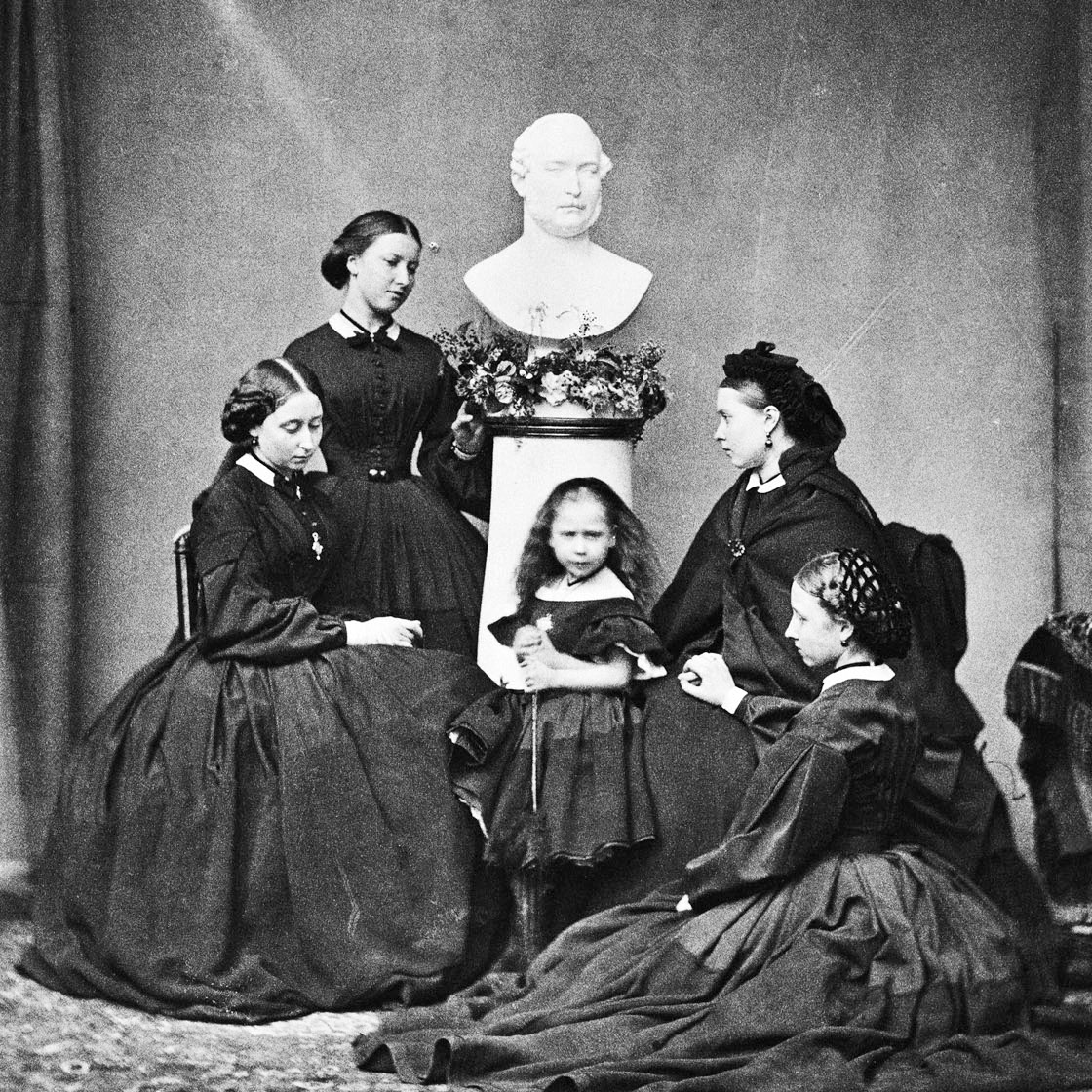
Các cô con gái của Nữ vương Victoria thương tiếc vì mất cha. Trong đó Beatrice đứng ở giữa các chị lớn.

Ngay từ khi sinh ra, Beatrice đã trở thành đứa trẻ được yêu thích trong gia đình. Người con gái lớn được yêu thích nhất của Albrecht là Victoria, Vương nữ Vương thất sắp chuyển đến sống ở Đức với chồng là Friedrich ("Fritz") của Phổ. Cùng lúc đó, đứa trẻ Beatrice mới sinh nhận được sự yêu mến. Albrecht đã viết cho Augusta, mẹ của Fritz rằng "Con bé luyện giọng giống như một prima donna tài năng trước khi biểu diễn và có một giọng hát hay!" Mặc dù Nữ vương Victoria được biết là không thích trẻ sơ sinh, nhưng Victoria lại thể hiện sự yêu thích đối với Beatrice và cho rằng cô con gái út rất cuốn hút. Điều này mang lại lợi thế cho Beatrice so với các anh chị của mình. Nữ vương Victoria từng nhận xét Beatrice là "một đứa trẻ xinh xắn, mũm mĩm và khỏe mạnh... với đôi mắt xanh to tròn, cái miệng nhỏ xinh và làn da rất mịn màng". Mái tóc dài và vàng óng của Beatrice là tâm điểm trong các bức tranh do Nữ vương ủy quyền, người rất thích cho Beatrice tắm, trái ngược hoàn toàn so với những người con còn lại của nữ vương. Beatrice thể hiện bản thân là đứa trẻ thông minh, điều này càng khiến cho Vương nữ được cha quý mến và thích thú với sự trưởng thành sớm của con gái.
Albrecht đã viết cho Nam tước Stockmar rằng Beatrice là "đứa trẻ thú vị nhất mà chúng ta có." Mặc dù cũng tiếp nhận chương trình giáo dục nghiêm khắc đến từ Vương phu Albrecht và cố vấn thân cận là Nam tước Stockmar, Beatrice có một thời thơ ấu thoải mái hơn so với các anh chị của mình vì mối quan hệ giữa vương nữ với cha mẹ. Khi mới 4 tuổi, vì là  người con út và là đứa trẻ vương thất nhỏ tuổi nhất, Beatrice không bị buộc phải chịu sự kiểm soát của cha mẹ như các anh chị của mình, và tính cách hài hước của Beatrice đã mang lại niềm an ủi cho người cha đau ốm của mình.

## Người bạn tâm tình của Nữ vương Victoria

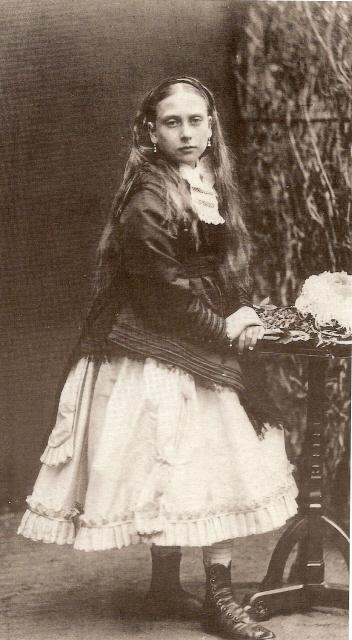
Vương nữ Beatrice năm 1868

Vào tháng 3 năm 1861, mẹ của Nữ vương Victoria là Victoire xứ Sachsen-Coburg-Saafeld qua đời tại Frogmore. Nữ vương Victoria đã suy sụp trong đau buồn và tội lỗi vì sự xa cách giữa hai người trong khoảng thời gian đầu triều đại của Victoria. Beatrice đã cố gắng an ủi mẹ bằng cách nhắc nữ vương rằng Bà Công tước xứ Kent đang "ở trên thiên đường, nhưng Beatrice hy vọng bà ấy sẽ trở lại". Sự an ủi này rất có ý nghĩa với Victoria vì nữ vương đã tự cô lập mình với các con ngoại trừ cô con gái lớn nhất chưa lập gia đình là Alice và Beatrice. Victoria một lần nữa nương tựa vào Beatrice và Alice sau cái chết của chồng vì bệnh thương hàn vào ngày 14 tháng 12.
Nỗi đau buồn sâu sắc của Nữ vương Victoria trước cái chết của chồng đã khiến cả gia đình, các triều thần, chính trị gia và dân chúng nói chung kinh ngạc. Như khi bà mẹ nữ vương qua đời, Victoria tự tách biệt mình ra khỏi gia đình— đặc biệt nhất là Thân vương xứ Wales (người mà Victoria đổ lỗi cho cái chết của chồng), ngoại trừ Alice và Beatrice. Nữ vương Victoria thường bế Beatrice khỏi giường, vội vã mang đến giường của mình và "nằm đó không ngủ, ôm chặt lấy đứa con nhỏ của mình, quấn trong bộ đồ ngủ của một người đàn ông sẽ không bao giờ mặc chúng nữa." Sau năm 1871, khi người chị gái cuối cùng của Beatrice kết hôn, Nữ vương Victoria dựa dẫm vào cô con gái út, người đã tuyên bố từ khi còn nhỏ rằng: "Con không thích đám cưới chút nào. Con sẽ không bao giờ kết hôn. Con sẽ ở mãi với mẹ." Với tư cách là thư ký của mẹ, Beatrice thực hiện các nhiệm vụ như viết thư thay mặt Nữ vương và giúp xử lý thư từ chính trị. Những nhiệm vụ thường trực này phản ánh những công việc đã được thực hiện liên tiếp bởi các chị gái của Beatrice là Alice, Helena và Louise. Tuy nhiên, Nữ vương Victoria đã bổ sung thêm nhiều nhiệm vụ cá nhân hơn. Trong một trận ốm nặng vào năm 1871, Victoria đã đọc cho con gái nghe về các hoạt động trong ngày để Beatrice ghi nhận lại, và vào năm 1876, Victoria cho phép Beatrice sắp xếp lại các bản nhạc mà nữ vương và vương phu đã chơi, vốn không được chơi kể từ khi Albrecht qua đời mười lăm năm trước đó.
Sự tận tâm mà Beatrice dành cho mẹ đã được ghi nhận trong các bức thư và nhật ký của Nữ vương, nhưng nhu cầu liên tục của Victoria đối với con gái ngày càng lớn hơn. Victoria tiếp tục chịu đả kích khi biết tin về sự qua đời của một người cận thần là John Brown vào năm 1883 tại Balmoral. Một lần nữa, Victoria đắm chìm trong sự thương tiếc và phải nhờ cậy đến con gái để tìm đến sự an ủi. Không giống như các anh chị, Beatrice không hề tỏ ra ghét Brown, và cả hai thường xuyên đi với nhau và làm việc cùng nhau để thực hiện những mong muốn của Victoria.

## Hôn nhân

### Những ứng cử viên tiềm năng

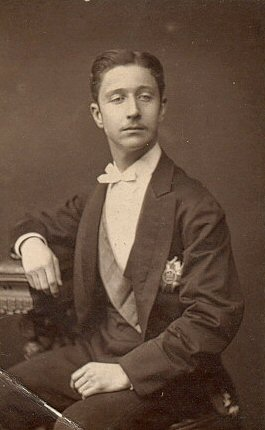
Louis Napoléon, Hoàng thái tử Pháp, người mà Beatrice có mối tình lãng mạn vào những năm 1870

Mặc dù Victoria phản đối việc Beatrice kết hôn với bất kỳ ai vì nữ vương mong muốn rằng con gái sẽ luôn ở bên mình, nhưng đã có một số ứng cử viên đã ngỏ lời cầu hôn Beatrice, trước khi Beatrice kết hôn với Heinrich xứ Battenberg. Một trong số đó là Napoléon Eugéne, Hoàng thái tử nước Pháp, con trai và là người thừa kế của Hoàng đế lưu vong Napoléon III của Pháp và Eugenia xứ Montijo. Sau khi Phổ đánh bại Pháp trong Chiến tranh Pháp-Phổ, Napoléon III bị phế truất và cùng gia đình sang Anh năm 1870. Sau cái chết của Hoàng đế vào năm 1873, Nữ vương Victoria và Hoàng hậu Eugenia đã hình thành một mối quan hệ gắn bó thân thiết, và các tờ báo đã đưa tin về việc Beatrice sắp đính hôn với Hoàng thái tử. Tuy nhiên, những tin đồn này kết thúc với cái chết của Napoléon Eugéne trong Chiến tranh Anh-Zulu vào ngày 1 tháng 6 năm 1879. Victoria ghi lại trong nhật ký rằng: "Beatrice yêu quý, cũng đã khóc rất nhiều như ta, đã gửi cho ta bức điện tín... lúc ấy trời đã sáng và ta chẳng ngủ được là bao... Beatrice đã rất đau khổ; mọi người thì khá sốc."
Sau cái chết của Hoàng thái tử Pháp, Vương tử Albert Edward, Thân vương xứ Wales đã đề nghị Beatrice kết hôn với người chồng của chị gái Alice quá cố là Ludwig IV của Hessen và Rhein. Alice đã qua đời vào năm 1878, và Albert Edward lập luận rằng Beatrice có thể đóng vai trò là người mẹ thay thế cho những đứa con nhỏ của Ludwig và Alice và dành phần lớn thời gian ở Anh để chăm sóc cho mẹ. Vương tử cũng gợi ý rằng Nữ vương cũng có thể giám sát việc nuôi dạy những người cháu nhà Hessen của mình dễ dàng hơn. Tuy nhiên, vào thời điểm đó, luật pháp cấm Beatrice kết hôn với góa vợ của chị gái. Điều này đã bị phản đối bởi Thân vương xứ Wales, người đã kịch liệt ủng hộ việc thông qua Dự luật Chị em gái của Người vợ đã khuất tại Nhà Quốc hội, theo đó sẽ loại bỏ trở ngại ngăn cản Beatrice kết hôn với Ludwig IV. Bất chấp sự ủng hộ cho dự luật này và mặc dù đã được thông qua tại Hạ viện, dự luật đã bị Thượng viện bác bỏ vì sự phản đối của các Giám mục tại Thượng viện. Mặc dù Nữ vương thất vọng vì dự luật không được thông qua nhưng lại rất vui khi được giữ con gái ở bên mình.
Một số ứng cử viên khác, bao gồm hai anh trai của Heinrich là Alexander ("Sandro") và Ludwig xứ Battenberg, được đề cử trở thành chồng của Beatrice nhưng không thành công. Mặc dù Alexander chưa bao giờ chính thức theo đuổi Beatrice, mà chỉ tuyên bố rằng  "có thể đã đính hôn với người bạn thời thơ ấu của mình trong một khoảng thời gian, là Beatrice của Anh" trong khi đó Ludwig tỏ ra quan tâm hơn vơi môn hôn sự này. Nữ vương Victoria đã mời Ludwig ăn tối nhưng lại ngồi giữa Ludwig và Beatrice, và căn dặn Beatrice phớt lờ Ludwig để ngăn cản mối hôn sự này. Ludwig, không nhận ra nguồn cơn của sự im lặng này trong nhiều này, kết hôn với cháu gái gọi dì của Beatrice là Victoria của Hessen và Rhein. Mặc dù hy vọng của Beatrice về một cuộc hôn nhân một lần nữa không thành, khi tham dự đám cưới của Ludwig tại Darmstadt, Beatrice đã đem lòng yêu Heinrich xứ Battenberg, người cũng đã đáp lại tình cảm của vương nữ.

### Đính hôn và đám cưới

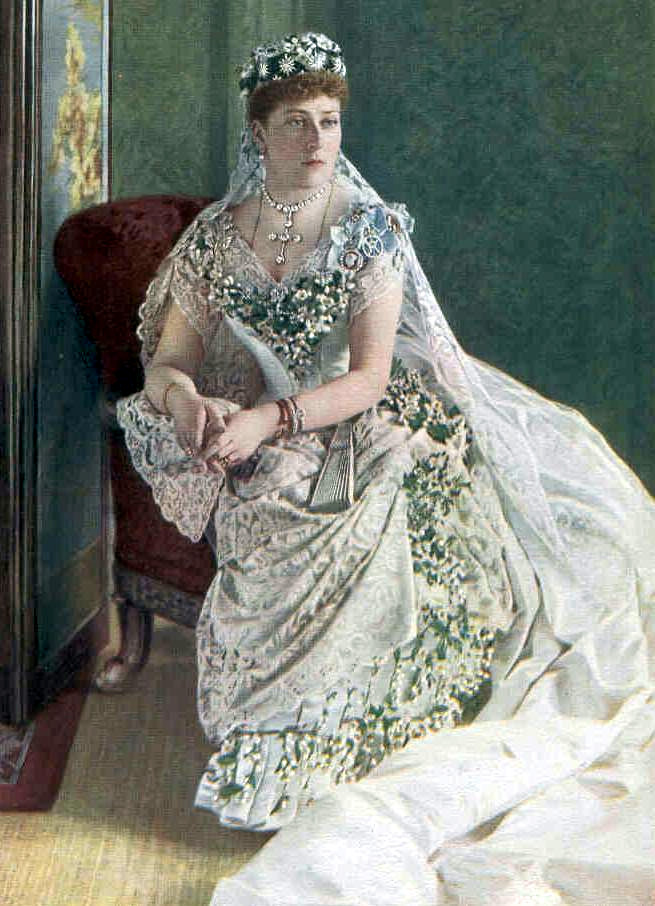
Vương nữ Beatrice trong bộ váy cưới tại Osborne, năm 1885. Beatrice đội tấm màn cưới dệt bằng Đăng ten Honiton của nữ vương Victoria.

Sau khi trở về từ Darmstadt, Beatrice đã thông báo với mẹ về dự định kết hôn của mình. Trước thông tin này, Nữ vương Victoria đã phản ứng bằng sự im lặng đáng sợ. Mặc dù hai mẹ con vẫn ở bên cạnh nhau, nhưng Victoria đã không nói chuyện với con gái trong suốt bảy tháng mà chỉ giao tiếp thông qua những tờ giấy ghi chú. Hành vi của Nữ vương là điều cả gia đình không ngờ tới, có thể là vì nỗi sợ rời xa con gái của Victoria. Nữ vương coi Beatrice như một "Đứa bé" (Baby) - đứa con ngây thơ của mình - và nhận định rằng việc quan hệ tình dục vốn đi kèm với hôn nhân chính là dấu chấm hết cho sự trong trắng của con gái út.
Nhờ những lời thuyết phục tinh tế từ Thân vương phi xứ Wales và Vương thái tử phi nước Phổ, người đã nhắc nhở nữ vương nhớ về niềm hạnh phúc mà Beatrice đã mang lại cho Vương phu Albrecht, đã khiến cho nữ vương nói chuyện lại với con gái. Victoria cũng đồng ý cho phép Beatrice kết hôn với điều kiện Heinrich sẽ phải từ bỏ những ràng buộc từ dòng máu Đức và sống lâu dài với Beatrice và Nữ vương.
Beatrice và Heinrich kết hôn tại Nhà thờ Thánh Mildred ở Whippingham, gần Điện Osborne  vào ngày 23 tháng 7 năm 1885. Trong ngày cưới, Beatrice đã trùm tấm màn cưới bằng đăng ten Honiton của mẹ và được hộ tống bởi mẹ và anh trai cả. Vương nữ Beatrice còn được hộ tống bởi mười phù dâu, tất cả đều là cháu gái của Beatrice: Vương tôn nữ Louise, Victoria và Maud xứ Wales; Đại Công nữ Irene và Alix của Hessen và Rhein; Vương tôn nữ Marie, Victoria Melita và Alexandra của Edinburgh; Vương tôn nữ Helena Victoria và Marie Louise của Schleswig-Holstein . Bên chú rể gồm có các anh em trai là Thân vương Aleksandr I của Bulgaria và Thân vương tử Franz Joseph xứ Battenberg.
Buổi lễ không có sự tham dự của vợ chồng chị cả là Thái tử và Thái tử phi nước Phổ vì họ không thể rời khỏi Đức; William Ewart Gladstone; hay cô họ của Beatrice là Vương tôn nữ Mary Adelaide, Công tước phu nhân xứ Teck, người đang chịu tang cha chồng – kết thúc bằng việc cặp đôi lên đường đi hưởng tuần trăng mật tại Nhà Tu viện Quarr, cách Osborne vài dặm. Nữ vương từ giã hai vợ chồng và "dũng cảm chịu đựng cho đến điểm khởi hành và sau đó lùi bước cho hai vợ chồng", theo như nữ vương chia sẻ với con gái cả Vicky.

## Những năm cuối đời của Nữ vương Victoria của Liên hiệp Anh

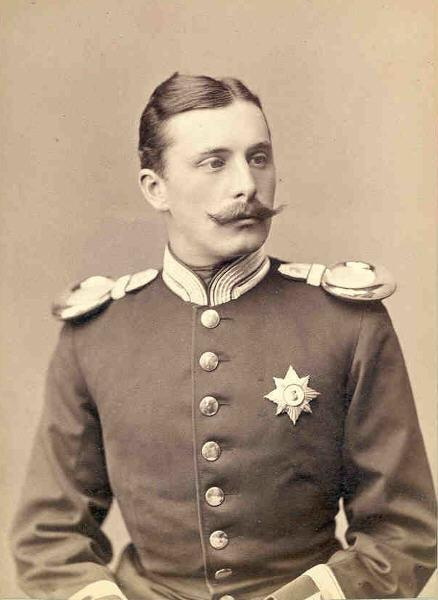
Heinrich xứ Battenberg, chồng của Vương nữ Beatrice.

Sau khoảng thời gian trăng mật ngắn ngủi, Beatrice và chồng đã thực hiện lời hứa của mình và trở về bên Nữ vương. Nữ vương nói rõ rằng bà không thể tự mình xử lý mọi việc và cặp đôi không thể đi đâu mà không có nữ vương. Mặc dù Victoria đã nới lỏng hạn chế này sau một khoảng thời gian từ khi hai người kết hôn, Beatrice và Heinrich chỉ đi thăm gia đình của Heinrich trong thời gian ngắn. Tình yêu của Beatrice dành cho Heinrich, giống như tình yêu của Nữ vương Victoria dành cho Vương phu Albrecht, dường như sâu đậm qua thời gian. Khi Heinrich đi xa mà không có Beatrice, vương nữ trở nên vui vẻ hơn khi chồng trở về.
Việc Heinrich trở thành một thành viên của vương thất đã  khiến Vương nữ Beatrice và Nữ vương Victoria trở nên tích cực hơn, và triều đình trở nên tươi sáng hơn so với kể từ khi cố Vương phu Albrecht qua đời. Mặc dù vậy, Heinrich, với sự ủng hộ của Beatrice, vẫn quyết tâm tham gia vào các chiến dịch quân sự, điều khiến Victoria khó chịu và phản đối việc Heinrich tham gia vào những cuộc chiến đe dọa đến tính mạng. Xung đột cũng nảy sinh khi Heinrich tham dự lễ hội hóa trang Ajaccio  và Beatrice đã cử một sĩ quan Hải quân Vương thất đến để phòng ngừa bất kỳ sự sa đọa nào có thể xảy ra. Trong một lần, Heinrich trốn đến Corse với anh trai Ludwig; Nữ vương đã gửi một tàu chiến để đưa con rể trở về. Heinrich cảm thấy bị khó chịu bởi việc Nữ vương thường xuyên cần đến sự bầu bạn của hai vợ chồng.
Mặc dù đã kết hôn, Beatrice vẫn thực hiện lời hứa của mình với Nữ vương bằng cách tiếp tục là người bầu bạn cũng như là thư ký toàn thời gian của Victoria. Nữ vương Victoria cũng có thái độ ấm áp với Heinrich. Tuy nhiên, Nữ vương Victoria đã chỉ trích hành vi của Beatrice trong lần mang thai đầu tiên. Cụ thể là khi vương nữ ngừng đến tham dự các bữa tối của Nữ vương khoảng một tuần trước khi sinh và ăn một mình trong phòng, Victoria đã tức giận viết thư cho bác sĩ của mình là James Reid rằng, "Ta (mong muốn Vương nữ tiếp tục) đến ăn tối, chứ không ủ rũ trong phòng riêng, điều rất có hại cho con bé. Nếu là ta, ta sẽ thường xuyên đến ăn tối, trừ khi thực sự không khỏe (ngay cả khi phải chịu đựng rất nhiều) cho đến tận ngày cuối ngày." Tuần sau đó, với sự hỗ trợ chloroform, Beatrice đã hạ sinh con trai đầu lòng Alexander vào tuần sau. Mặc dù bị sảy thai trong những tháng đầu của cuộc hôn nhân, Beatrice sinh được bốn người con: Alexander, gọi là "Drino", sinh năm 1886; Victoria Eugenie, gọi là "Ena", năm 1887; Leopold năm 1889; và Maurice của Battenberg vào năm 1891. Sau này, Beatrice quan tâm nhiệt thành đến các vấn đề xã hội, chẳng hạn như điều kiện làm việc ở các mỏ than. Tuy nhiên, mối quan tâm của Beatrice không mở rộng đến việc thay đổi tình trạng nghèo đói như anh trai là Thân vương xứ Wales.
Mặc dù có rất ít các hoạt động giải trí trong cung đình từ khi Albrecht qua đời, Beatrice và Nữ vương Victoria rất thích chụp ảnh hoạt cảnh, thường được thực hiện tại các dinh thự vương thất. Trong khi đó Heinrich, ngày càng chán nản vì lượng hoạt động ít ỏi tại triều đình, khao khát được thực hiện nhiệm vụ và Nữ vương đã phong Heinrich làm Thống đốc của Đảo Wight vào năm 1889. Tuy nhiên, Heinrich khao khát được ở trong quân đội và cầu xin mẹ vợ cho mình tham gia cuộc chinh phạt Ashanti trong Chiến tranh Anh-Asante. Bất chấp những lo ngại, Victoria đã đồng ý, Heinrich và Beatrice tạm biệt nhau vào ngày 6 tháng 12 năm 1895 mà không biết rằng cả hai sẽ không còn gặp lại nhau nữa. Heinrich sau đó mắc bệnh sốt rét và được gửi về nhà. Vào ngày 22 tháng 1 năm 1896, Beatrice, trong lúc đang đợi chồng trở về ở Madeira, nhận được một bức điện thông báo về cái chết của Heinrich vào hai ngày trước đó.
Đau khổ vì mất chồng, Beatrice rời khỏi triều đình trong một tháng nhằm để tang chồng trước khi trở lại bên mẹ. Nữ vương Victoria đã ghi lại trong nhật kỳ của mình rằng ngài đã "đến phòng của Beatrice và ngồi bên con bé một lúc. Con bé thật đáng thương với nỗi khốn khổ mà nó phải chịu đựng." Bất chấp đau khổ, Beatrice vẫn tiếp tục kề bên nữ vương, và khi Victoria già đi, nữ vương phụ thuộc nhiều hơn vào Beatrice trong việc giải quyết thư từ. Tuy nhiên, nhận ra rằng Beatrice cần một vị trí cho riêng mình, Victoria đã cho con gái các dãy phòng của Cung điện Kensington vốn từng là nơi ở của Nữ vương và mẹ, Victoire xứ Sachsen-Coburg-Saalfeld. Victoria cũng bổ nhiệm Beatrice vị trí thống đốc của Đảo Wight đã bị bỏ trống từ khi Heinrich qua đời. Đối với sở thích chụp ảnh của Beatrice, Victoria đã cho lắp đặt một căn phòng tối tại Điện Osborne. Những thay đổi trong gia đình, bao gồm cả sự ưu tiên hàng đầu của Beatrice dành cho mẹ, có thể đã ảnh hưởng đến những đứa con của vương nữ, khiến chúng trở nên nổi loạn ở trường học. Beatrice đã viết rằng Ena là đứa trẻ "rắc rối và nổi loạn", và Alexander thì nói "những điều sai sự thật không chấp nhận".

## Cuộc sống sau này

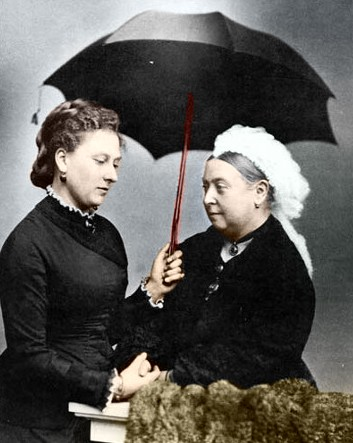
Vương nữ Beatrice cùng mẹ, Nữ vương Victoria

Cuộc sống của Beatrice bị đảo lộn khi Nữ vương qua đời vào ngày 22 tháng 1 năm 1901. Vương nữ đã viết thư cho Hiệu trưởng của Đại học Glasgow vào tháng 3, "...ông có thể tưởng tượng nỗi đau tệ như thế nào. Ta, người chưa bao giờ xa cách người mẹ thân yêu của mình, ta khó mà hình dung được cuộc sống sẽ ra sao nếu không có mẹ, người đã từng là trung tâm của mọi thứ." Beatrice vẫn tiếp tục xuất hiện trước công chúng, nhưng vị trí của vương nữ tại triều đình đã bị suy giảm. Khác với chị gái Louise, Beatrice không thân thiết với tân vương Edward VII, anh trai vương nữ, và không được đưa vào vòng tròn giao thiệp của Nhà vua. Mặc dù mối quan hệ của hai anh em không hoàn toàn tồi tệ, nhưng đôi khi cũng trở nên căng thẳng, chẳng hạn như khi Beatrice vô tình (một cách ồn ào) đánh rơi cuốn sách kinh của mình từ phòng trưng bày vương thất xuống một chiếc bàn bằng vàng trong lễ đăng quang của Edward VII.
Sau khi thừa kế Điện Osborne, Edward VII đã cho dỡ bỏ những bức ảnh và vật dụng cá nhân của mẹ và thậm chí là một số trong số chúng đã bị cho tiêu hủy, đặc biệt là tài liệu liên quan đến John Brown, người mà Quốc vương căm ghét. Nữ vương Victoria đã dự định cho điện Osborne trở thành nơi ở riêng tư cho con cháu của nữ vương, tránh xa sự hào hoa và nghi lễ của cuộc sống cung đình. Tuy nhiên, vị tân vương không có nhu cầu tương tự đối với điện Osborne và đã hỏi ý kiến các luật sư của mình về việc xử lý điện Osborne, biến cánh chính trở thành nhà điều dưỡng, mở cửa các dãy phòng cho công chúng và xây dựng Trường Cao đẳng Hải quân trong khuôn viên. Tuy nhiên, kế hoạch của Edward VII vấp phải sự phản đối mạnh mẽ từ Beatrice và Louise. Nữ vương Victoria đã để lại cho hai chị em những ngôi nhà trong vùng lãnh thổ của Vương thất, và sự riêng tư mà nữ vương đã hứa với hai chị em bị đe dọa. Khi Edward VII thảo luận về số phận của ngôi nhà với hai chị em, Beatrice phản đối việc để ngôi nhà tách rời khỏi vương thất, với lý do rằng đây là nơi quan trọng đối với cha mẹ.
Tuy nhiên, Quốc vương không muốn điện Osborne cho bản thân và đã tặng nó cho người thừa kế của mình, cháu trai gọi cô của Beatrice là Vương tử George nhưng George đã từ chối vì chi phí bảo trì cao. Edward VII sau đó đã mở rộng khuôn viên nơi ở của Beatrice là Osborne Cottage, để đền bù cho việc sự riêng tư Vương nữ sắp bị ảnh hưởng. Ngay sau đó, Nhà vua tuyên bố với thủ tướng là Arthur Balfour, rằng phần nhà chính sẽ được trao cho quốc gia như một món quà. Tuy nhiên với các dãy phòng cá nhân thì chỉ mở cửa cho các thành viên vương thất vì khu vực này đã được dựng thành điện thờ để tưởng nhớ cố nữ vương.
Vương nữ Beatrice tiếp tục vai trò Thống đốc của Đảo Wight từ năm 1896 cho đến khi qua đời vào năm 1944, đồng thời là Chủ tịch của Bệnh viện Tưởng niệm Frank James tại Đông Cowes từ năm 1903 cho đến khi qua đời.
Beatrice tiếp tục xuất hiện trước công chúng sau khi Nữ vương Victoria qua đời. Các nhiệm vụ công khai mà vương nữ thực hiện thường liên quan đến Nữ vương Victoria, vì công chúng luôn liên tưởng hình ảnh Beatrice kề bên nữ vương.

### Nhật ký của Nữ vương Victoria
Sau cái chết của Nữ vương Victoria, Beatrice bắt đầu nhiệm vụ quan trọng là ghi lại và biên tập Nhật ký của Nữ vương Victoria. Hàng trăm tập nhật ký từ năm 1831 trở đi chứa đựng những quan điểm cá nhân của Nữ vương về công việc hàng ngày trong cuộc đời Victoria, đồng thời bao gồm các vấn đề cá nhân, gia đình cũng như các vấn đề của quốc gia.
Nữ vương Victoria đã giao cho Beatrice nhiệm vụ biên tập các cuốn nhật ký để xuất bản, điều đó có nghĩa là loại bỏ các tài liệu riêng tư cũng như những đoạn văn mà nếu được xuất bản thì có thể gây tổn hại cho những người còn sống. Beatrice đã xóa nhiều tài liệu đến nỗi các cuốn nhật ký đã qua chỉnh sửa chỉ có độ dài bằng một phần ba so với bản gốc. Việc phá hủy những đoạn nhật ký lớn như vậy của Nữ vương Victoria khiến cháu trai của Beatrice là George V của Anh, và vợ, Mary xứ Teck, đau buồn nhưng không thể can thiệp. Beatrice đã sao chép một bản nháp từ bản gốc và sau đó sao lại bản nháp của vương nữ vào một tập sách màu xanh. Cả bản gốc và bản nháp đầu tiên của Beatrice đều bị phá hủy trong quá trình biên tập. Nhiệm vụ này kéo dài ba mươi năm và hoàn thành vào năm 1931. 111 cuốn sổ ghi chú còn sót lại được lưu giữ trong Văn khố Vương thất tại Lâu đài Windsor.

### Vương hậu Victoria Eugenie "Ena" của Tây Ban Nha
Nhan sắc của con gái Beatrice là Ena, được biết đến khắp châu Âu, và mặc dù có địa vị không cao nhưng Ena là một nàng dâu đáng mơ ước. Alfonso XIII của Tây Ban Nha đã ngỏ lời cầu hôn Victoria Eugenie và được Vương tôn nữ chấp nhận. Tuy nhiên, cuộc hôn nhân gây ra tranh cãi ở Anh, vì kết hôn với Quốc vương Tây Ban Nha đồng nghĩa là Ena phải cải đạo sang Công giáo. Chuyện này đã bị phản đối bởi anh trai của Beatrice là Edward VII, và những người Tây Ban Nha cực kỳ bảo thủ đã phản đối cuộc hôn nhân của Alffonso XIII với một tín hữu Kháng Cách có xuất thân thấp kém, vì cha của Victoria Eugenie, Heinrich xứ Battenberg, là con trai của một cuộc hôn nhân bất đăng đối. Vì vậy, họ coi Ena chỉ là một phần huyết mạch Vương thất và do đó không thích hợp để trở thành Vương hậu Tây Ban Nha. Tuy nhiên, cặp đôi đã kết hôn vào ngày 31 tháng 5 năm 1906. Cuộc hôn nhân bắt đầu không suôn sẻ khi một kẻ vô chính phủ cố gắng đánh bom họ vào ngày cưới. Ban đầu, cặp đôi rất gần gũi với nhau nhưng sau này lại ngày càng xa cách. Ena không được yêu thích ở Tây Ban Nha và tình hình trở nên nghiêm trọng hơn khi người con trai cả Alfonso Pio, trữ quân của ngai vàng Tây Ban Nha, mắc bệnh máu khó đông. Alfonso XIII quy trách nhiệm cho Beatrice  vì đã mang căn bệnh này đến vương thất Tây Ban Nha và quay lưng lại với Ena một cách cay nghiệt.
Trong thời gian đảm nhiệm vai trò là Vương hậu Tây Ban Nha, Ena đã nhiều lần trở lại thăm mẹ ở Anh, nhưng luôn không có mặt Alfonso và ít khi có mặt các con của mình. Trong khi đó, Beatrice sống tại Osborne Cottage ở Đông Cowes cho đến khi bán nơi này vào năm 1913, khi Lâu đài Carisbrooke, dinh thự của Thống đốc Đảo Wight, bị bỏ trống. Beatrice chuyển đến Lâu đài trong khi vẫn giữ một dãy phòng tại Cung điện Kensington ở Luân Đôn. Vương nữ đã tham gia tích cực vào việc thu thập tài liệu cho bảo tàng của Lâu đài Carisbrooke, mà đức nữ cho mở cửa vào năm 1898.

### Chiến tranh thế giới thứ nhất và rời xa khỏi công chúng

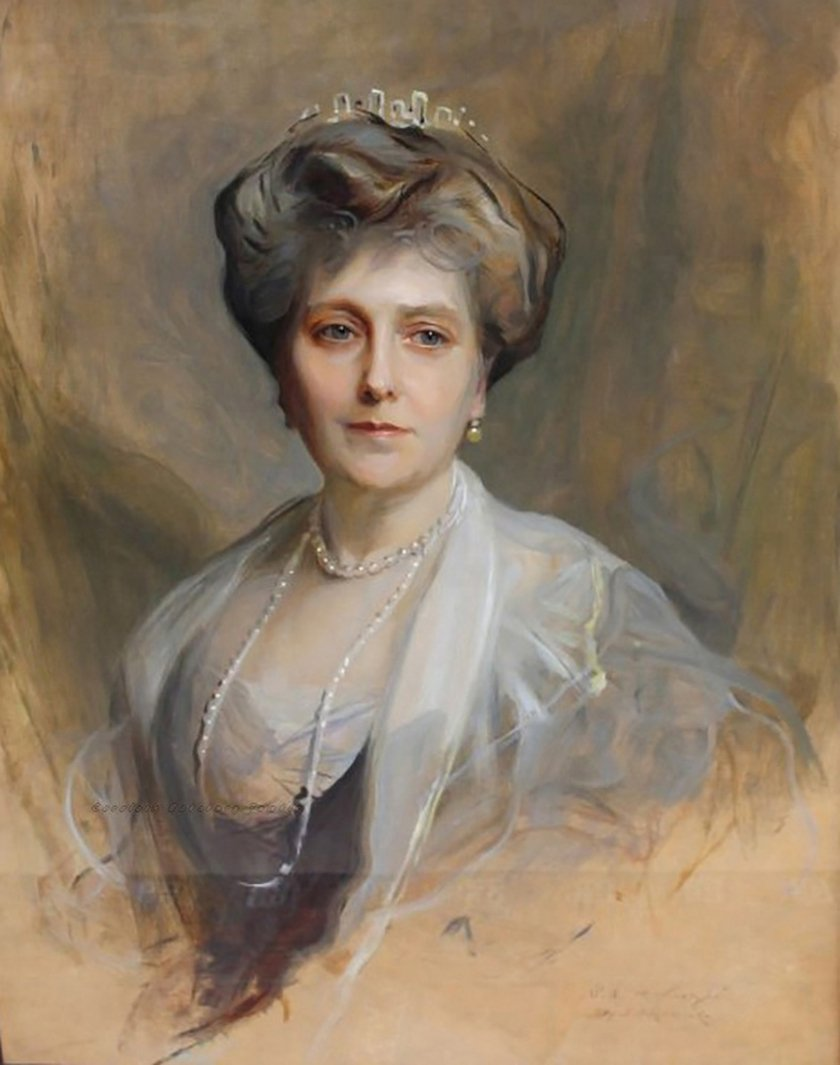
Chân dung họa bởi Philip de László, năm 1912

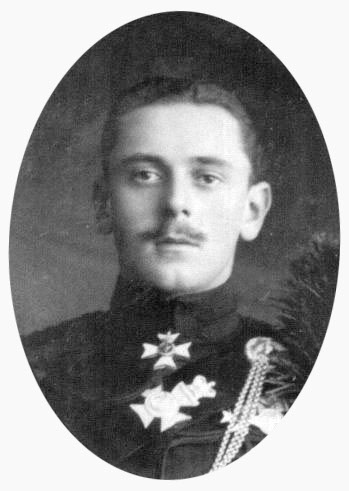
Maurice của Battenberg. Sau khi con trai qua đời trong Chiến tranh thế giới thứ nhất, Beatrice bắt đầu lánh xa khỏi công chúng.

Sự hiện diện của Beatrice tại triêu đình ngày càng giảm khi vương nữ già đi. Đau buồn bởi cái chết của người con trai yêu dấu Maurice trong Thế chiến thứ nhất năm 1914, vương nữ bắt đầu rút lui khỏi công chúng. Trước tình hình của Thế chiến thứ nhất, Quốc vương George V đã đổi tên vương tộc từ Saxe-Coburg và Gotha thành Windsor, đồng thời lấy tên đó làm họ của vương thất, để làm lu mờ dòng máu Đức của vương thất. Sau đó, Beatrice và gia đình vương nữ từ bỏ các tước hiệu thuộc Đức của họ; do đó Beatrice đã ngừng sử dụng danh xưng Thân vương tử phi Henry xứ Battenberg, thay vào đó sử dụng danh xưng thời con gái là HRH Vương nữ Beatrice. Các con trai của Beatrice đã từ bỏ tước hiệu Thân vương tôn xứ Battenberg. Alexander, người con trai cả, trở thành Ngài Alexander Mountbatten và sau đó được phong tước hiệu Hầu tước xứ Carisbrooke thuộc Đẳng cấp quý tộc Vương quốc Liên hiệp Anh . Người con trai thứ, Leopold, trở thành Ngài Leopold Mountbatten và được hưởng địa vị của con trai thứ của hầu tước. Leopold cũng mắc bệnh máu khó đông, "căn bệnh vương thất" thừa hưởng từ mẹ và qua đời trong một ca phẫu thuật đầu gối vào năm 1922, chỉ một tháng trước sinh nhật lần thứ 33.
Sau chiến tranh, Beatrice là một trong số các thành viên của vương thất trở thành người bảo trợ của Liên đoàn Ypres, được thành lập dành cho các cựu chiến binh của Khu vực Ypres và thân thích của những chiến sĩ thiệt mạng trong trận chiến ở Khu vực Ypres. Bản thân Beatrice cũng là một người mẹ mất con tại chiến trường, vì con trai út Maurice của Battenberg, đã tử trận trong Trận Ypres lần thứ nhất. Những lần xuất hiện hiếm hoi trước công chúng của Beatrice sau khi Maurice qua đời bao gồm các lễ kỷ niệm, đặt vòng hoa tại mộ gió Cenotaph vào năm 1930 và 1935 để đánh dấu ngày kỷ niệm 10 và 15 ngày thành lập Liên đoàn.

## Những năm cuối đời

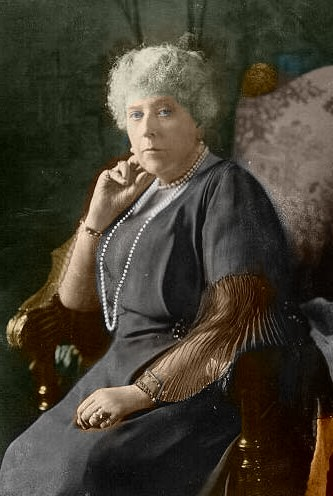
Beatrice trong cuộc sống sau này

Ngay cả khi ở tuổi 70, Beatrice vẫn tiếp tục trao đổi thư từ với bạn bè, người thân của mình và hiếm khi xuất hiện trước công chúng, chẳng hạn như lần xuất hiện trên xe lăn để chứng kiến vòng hoa được đặt lên sau cái chết của George V vào năm 1936. Vương nữ đã xuất bản tác phẩm dịch thuật cuối cùng của mình vào năm 1941. Với tiêu đề "Trong những tháng ngày của Napoléon", đó là cuốn nhật ký cá nhân của bà ngoại của Nữ vương Victoria là Auguste Reuß xứ Ebersdorf. Beatrice đã trao đổi thư từ với nhà xuất bản John Murray, người đã rất tán thành tác phẩm. Beatrice sau này sống tại Brantridge Park ở Tây Sussex, thuộc sở hữu của em trai Vương hậu Mary là Alexander Cambridge, Bá tước thứ nhất xứ Athlone (sinh ra là Alexander xứ Teck), và vợ là Alice của Albany, cháu gái gọi cô của Beatrice; nhà Athlone bấy giờ đang sống ở Canada, nơi ngài Bá tước đảm nhận vai trò Toàn quyền Canda. Tại nơi này, Beatrice qua đời trong giấc ngủ vào ngày 26 tháng 10 năm 1944, hưởng thọ 87 tuổi (một ngày trước kỷ niệm 30 năm ngày mất của con trai út Maurice). Sau khi tổ chức tang lễ cho Vương nữ tại Nhà nguyện Thánh George, Lâu đài Windsor, quan tài của Beatrice được đặt trong Hầm mộ Vương thất vào ngày 3 tháng 11. Ngày 27 tháng 8 năm 1945, thi thể của Beatrice được di dời và đặt bên trong một ngôi mộ chung để an táng cùng với chồng tại Nhà thờ Thánh Mildred, Whippingham. Ước nguyện cuối cùng của Beatrice là được chôn cất cùng chồng trên hòn đảo quen thuộc nhất với Vương nữ, đã được thành toàn trong một buổi lễ riêng tư tại Whippingham, chỉ được tham dự bởi con trai Alexander, Hầu tước xứ Carisbrooke và vợ.

## Di sản
Beatrice là người nhút nhát nhất trong số các con của Nữ vương Victoria. Tuy nhiên, vì hầu như luôn tháp tùng Nữ vương Victoria tại mọi nơi có sự xuất hiện của mình, Beatrice trở thành một trong những thành viên vương thất được biết đến nhiều nhất. Mặc dù có tính nhút nhát, vương nữ là một diễn viên và vũ công có năng lực cũng như một nghệ sĩ và nhiếp ảnh gia sắc sảo. Vương nữ là người mẹ hết lòng vì con cái và lo lắng khi họ cư xử không đúng mực ở trường học. Đối với bạn bè, Beatrice là người trung thành và có khiếu hài hước, và với tư cách là người của công chúng, đức nữ có tinh thần trách nhiệm cao. Vương nữ là Người bảo trợ của Chi nhánh Đảo Wight của Viện Thuyền cứu sinh Quốc gia Vương thất từ năm 1920 cho đến khi qua đời. Giống với Nữ vương Victoria và Vương phu Albrecht, âm nhạc là niềm đam mê của Beatrice và bản thân vương nữ cũng rất xuất sắc trong lĩnh vực này. Beatrice chơi đàn piano theo tiêu chuẩn chuyên nghiệp và đôi khi cũng cũng là một nhà soạn nhạc. Giống như mẹ mình, Beatrice là một Cơ đốc nhân sùng đạo, có sự đam mê với thần học cho đến khi qua đời. Với tính cách điềm tĩnh và ấm áp, vương nữ được nhều người yêu mến.
Những yêu cầu đặt ra đối với Beatrice trong thời kỳ trị vì của nữ vương Victoria rất cao. Mặc dù mắc bệnh phong thấp, Beatrice buộc phải chịu đựng thời tiết lạnh giá mà nữ vương yêu thích. Việc chơi piano của Beatrice bị ảnh hưởng khi bệnh phong thấp dần trở nên tồi tệ hơn, làm cho vương nữ không thích thú chơi đàn như trước; tuy nhiên vương nữ vẫn sẵn sàng thực hiện nếu như nữ vương muốn. Sự nỗ lực của vương nữ quả thật không bị công chúng Anh phớt lờ.

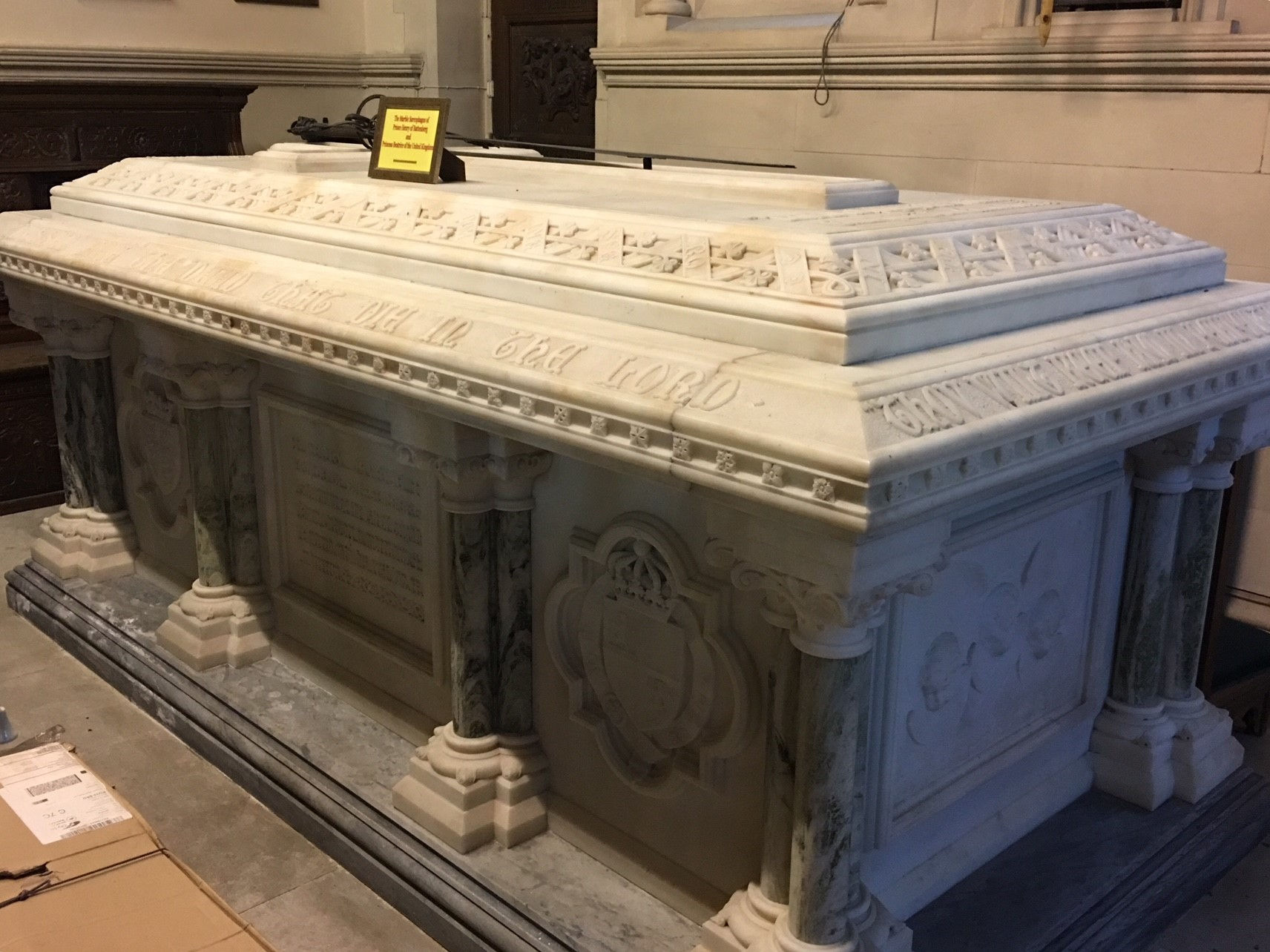
Lăng mộ của Heinrich xứ Battenberg và Beatrice của Liên hiệp Anh tại Nhà thờ St Mildred, Whippingham, Đảo Wight

Năm 1886, khi Beatrice đồng ý mở Buổi biểu diễn của Hiệp hội Làm vườn Vương thất ở Southampton, ban tổ chức đã gửi cho vương nữ một lời cảm ơn, bày tỏ "sự ngưỡng mộ đối với thái độ yêu thương mà từ đó vương nữ đã an ủi và giúp đỡ cho người mẹ góa bụa của mình, Nữ vương đáng kính của chúng tôi". Như một món quà cưới, Quý ông Moses Montefiore, một chủ ngân hàng và nhà từ thiện, đã tặng Beatrice và Heinrich một bộ trà bằng bạc có ghi: "Nhiều người con gái có lối sống đạo đức, nhưng ngài là người đức hạnh hơn cả." Thời báo Times, ngay trước lễ cưới của Vương nữ Beatrice, đã viết rằng: "Sự hy sinh của Vương thân Điện hạ đối với vị Quân chủ yêu dấu của chúng tôi đã có được sự ngưỡng mộ nồng nhiệt và lòng biết ơn sâu sắc nhất của chúng tôi. Cầu mong những phước lành mà từ trước đến nay mà ngài đã trao cho người khác giờ đây sẽ được trở lại với chính ngài." Cau nói này, có khả năng là, chỉ trích việc Nữ vương quá kiểm soát con gái.
Vương nữ Beatrice qua đời tại Brantridge Park, ngôi nhà của cháu gái là Alice của Albany và chồng là Bá tước xứ Athlone, lúc đó đang đảm nhiệm chức vụ Toàn quyền Canada. Điện Osborne, nơi ở yêu thích của nữ vương Victoria, được mở cửa cho công chúng tiếp cận. Các dinh thự thuộc Điện Osborne của Beatrice,  bao gồm Osborne và Albert Cottages, vẫn thuộc sở hữu tư nhân sau khi được bán vào năm 1912.

## Tước hiệu, kính xưng, huân chương và vương huy

### Tước hiệu và kính xưng
- 14 tháng 4 năm 1857 – 23 tháng 7 năm 1885: Her Royal Highness The Princess Beatrice (Vương nữ Beatrice Điện hạ)
- 23 tháng 7 năm 1885 – 14 tháng 7 năm 1917: Her Royal Highness The Princess Beatrice, Princess Henry of Battenberg[88] (Vương nữ Beatrice, Thân vương tử phi Henry xứ Battenberg Điện hạ)
- 17 tháng 7 năm 1917 – 26 tháng 10 năm 1944: Her Royal Highness The Princess Beatrice[89] (Vương nữ Beatrice Điện hạ)

### Huân chương
Tại Vương quốc Liên hiệp Anh
- 1 tháng 1 năm 1878: Huân chương Đế miện Ấn Độ[90]
- 8 tháng 1 năm 1919: Bậc Dame Grand Cross của Huân chương Đế quốc Anh[91]
- 12 tháng 6 năm 1926: Bậc Dame Grand Cross của Huân chương Thánh John[92]
- 11 tháng 5 năm 1937: Bậc Dame Grand Cross của Huân chương Vương thất Victoria[93]
- Huân chương Vương thất Victoria và Albert[94]
- Hội Chữ thập Đỏ Vương thất[94]

Huân chương quốc tế
- Bậc Grand Cross của Huân chương Thánh Ekaterina[94]
- 11 tháng 9 năm 1875: Bậc Dame của Huân chương Vương hậu Thánh Isabel[95]
- 25 tháng 4 năm 1885: Bậc Dame của Huân chương Sư tử Vàng[96][97]
- 27 tháng 5 năm 1889: Bậc Dame của Huân chương Vương hậu María Luisa[98]

### Vương huy
Năm 1858, Beatrice và ba người chị gái được trao quyền sử dụng vương huy, ở giữa là một biểu tượng chiếc khiên của Công quốc Sachsen và được phân biệt bằng dải bạc có ba vạch kẻ. Trong đó, hai vạch kẻ ở hai bên có biểu tượng hoa hồng đỏ và vạch kẻ ở giữa có biểu tượng hình trái tim màu đỏ. Năm 1917, biểu tượng chiếc khiên đã bị xóa bỏ bởi sắc lệnh vương thất từ George V của Liên hiệp Anh.
| Vương huy của Vương nữ Beatrice của Liên hiệp Anh (1858–1917) |

## Hậu duệ
| Chân dung | Tên                                                                                               | Sinh                 | Cái chết             | Ghi chú |
| --------- | ------------------------------------------------------------------------------------------------- | -------------------- | -------------------- | --- |
|           | Vương tôn Alexander của Battenberg, sau này là Alexander Mountbatt, Hầu tước thứ 1 xứ Carisbrooke | 23 tháng 11 năm 1886 | 23 tháng 2 năm 1960  | Kết hôn với Bá tước tiểu thư Irene Denison (4 tháng 7 năm 1890 – 16 tháng 7 năm 1956) vào ngày 19 tháng 7 năm 1917. Có 1 con gái là Iris Mountbatten (1920–1982). |
|           | Vương tôn nữ Victoria Eugenie của Battenberg, sau này là Vương hậu Tây Ban Nha                    | 24 tháng 10 năm 1887 | 15 tháng 4 năm 1969  | Kết hôn với Alfonso XIII của Tây Ban Nha (17 tháng 5 năm 1886 – 28 tháng 2 năm 1941) vào ngày 31 tháng 5 năm 1906. Có 2 con gái, 5 con trai (1 chết non), trong đó có Juan của Tây Ban Nha, Bá tước xứ Barcelona (1913–1993), cha của Juan Carlos I của Tây Ban Nha). |
|           | Vương tôn Leopold của Battenberg, sau này là Ngài Leopold Mountbatten                             | 21 tháng 5 năm 1889  | 23 tháng 4 năm 1922  | Mắc bệnh máu khó đông; qua đời trong một ca phẫu thuật đầu gối, không có kết hôn và không có hậu duệ. |
|           | Vương tôn Maurice của Battenberg                                                                  | 3 tháng 10 năm 1891  | 27 tháng 10 năm 1914 | Qua đời vì bị thương trong Thế chiến thứ nhất. |

## Gia phả
| \| \| \| \| \| \| \| \| \| \| \| \| \| \| \| \| \| \| \| \| 16. Frederick của Đại Anh \| \| \| \| \| \| \| \| \| \| \| \| \| \| \| \| \| \| \| \| \| \| \| \| \| \| \| \| \| \| \| \| \| \| \| \| \| \| \| \| \| \| \| \| \| \| \| \| \| \| \| \| \| \| 8. George III của Liên hiệp Anh \| \| \| \| \| \| \| \| \| \| \| \| \| \| \| \| \| \| \| \| \| \| \| \| \| \| \| \| \| \| \| \| \| \| \| \| \| \| \| \| \| \| \| \| \| \| \| \| \| \| \| \| \| \| 17. Augusta xứ Sachsen-Gotha-Altenburg \| \| \| \| \| \| \| \| \| \| \| \| \| \| \| \| \| \| \| \| \| \| \| \| \| \| \| \| \| \| \| \| \| \| \| \| \| \| \| \| \| \| \| \| \| \| \| \| \| \| \| \| \| \| 4. Edward của Liên hiệp Anh \| \| \| \| \| \| \| \| \| \| \| \| \| \| \| \| \| \| \| \| \| \| \| \| \| \| \| \| \| \| \| \| \| \| \| \| \| \| \| \| \| \| \| \| \| \| \| \| \| \| \| \| \| \| 18. Karl Ludwig xứ Mecklenburg \| \| \| \| \| \| \| \| \| \| \| \| \| \| \| \| \| \| \| \| \| \| \| \| \| \| \| \| \| \| \| \| \| \| \| \| \| \| \| \| \| \| \| \| \| \| \| \| \| \| \| \| \| \| 9. Charlotte xứ Mecklenburg-Strelitz \| \| \| \| \| \| \| \| \| \| \| \| \| \| \| \| \| \| \| \| \| \| \| \| \| \| \| \| \| \| \| \| \| \| \| \| \| \| \| \| \| \| \| \| \| \| \| \| \| \| \| \| \| \| 19. Elisabeth Albertine xứ Sachsen-Hildburghausen \| \| \| \| \| \| \| \| \| \| \| \| \| \| \| \| \| \| \| \| \| \| \| \| \| \| \| \| \| \| \| \| \| \| \| \| \| \| \| \| \| \| \| \| \| \| \| \| \| \| \| \| \| \| 2. Victoria I của Liên hiệp Anh \| \| \| \| \| \| \| \| \| \| \| \| \| \| \| \| \| \| \| \| \| \| \| \| \| \| \| \| \| \| \| \| \| \| \| \| \| \| \| \| \| \| \| \| \| \| \| \| \| \| \| \| \| \| 20. Ernst Friedrich xứ Sachsen-Coburg-Saalfeld (= 24) \| \| \| \| \| \| \| \| \| \| \| \| \| \| \| \| \| \| \| \| \| \| \| \| \| \| \| \| \| \| \| \| \| \| \| \| \| \| \| \| \| \| \| \| \| \| \| \| \| \| \| \| \| \| 10. Franz I xứ Sachsen-Coburg-Saalfeld (= 12)[100] \| \| \| \| \| \| \| \| \| \| \| \| \| \| \| \| \| \| \| \| \| \| \| \| \| \| \| \| \| \| \| \| \| \| \| \| \| \| \| \| \| \| \| \| \| \| \| \| \| \| \| \| \| \| 21. Sophie Antoinette xứ Braunschweig-Wolfenbüttel (= 25) \| \| \| \| \| \| \| \| \| \| \| \| \| \| \| \| \| \| \| \| \| \| \| \| \| \| \| \| \| \| \| \| \| \| \| \| \| \| \| \| \| \| \| \| \| \| \| \| \| \| \| \| \| \| 5. Victoire xứ Sachsen-Coburg-Saalfeld \| \| \| \| \| \| \| \| \| \| \| \| \| \| \| \| \| \| \| \| \| \| \| \| \| \| \| \| \| \| \| \| \| \| \| \| \| \| \| \| \| \| \| \| \| \| \| \| \| \| \| \| \| \| 22. Heinrich XXIV Reuß xứ Ebersdorf (= 26) \| \| \| \| \| \| \| \| \| \| \| \| \| \| \| \| \| \| \| \| \| \| \| \| \| \| \| \| \| \| \| \| \| \| \| \| \| \| \| \| \| \| \| \| \| \| \| \| \| \| \| \| \| \| 11. Auguste Reuß xứ Ebersdorf (= 13)[100] \| \| \| \| \| \| \| \| \| \| \| \| \| \| \| \| \| \| \| \| \| \| \| \| \| \| \| \| \| \| \| \| \| \| \| \| \| \| \| \| \| \| \| \| \| \| \| \| \| \| \| \| \| \| 23. Caroline Ernestine xứ Erbach-Schönberg (= 27) \| \| \| \| \| \| \| \| \| \| \| \| \| \| \| \| \| \| \| \| \| \| \| \| \| \| \| \| \| \| \| \| \| \| \| \| \| \| \| \| \| \| \| \| \| \| \| \| \| \| \| \| \| \| 1. Beatrice của Liên hiệp Anh \| \| \| \| \| \| \| \| \| \| \| \| \| \| \| \| \| \| \| \| \| \| \| \| \| \| \| \| \| \| \| \| \| \| \| \| \| \| \| \| \| \| \| \| \| \| \| \| \| \| \| \| \| \| 24. Ernst Friedrich xứ Sachsen-Coburg-Saalfeld (= 20) \| \| \| \| \| \| \| \| \| \| \| \| \| \| \| \| \| \| \| \| \| \| \| \| \| \| \| \| \| \| \| \| \| \| \| \| \| \| \| \| \| \| \| \| \| \| \| \| \| \| \| \| \| \| 12. Franz I xứ Sachsen-Coburg-Saalfeld (= 10)[100] \| \| \| \| \| \| \| \| \| \| \| \| \| \| \| \| \| \| \| \| \| \| \| \| \| \| \| \| \| \| \| \| \| \| \| \| \| \| \| \| \| \| \| \| \| \| \| \| \| \| \| \| \| \| 25. Sophie Antoinette xứ Braunschweig-Wolfenbüttel (= 21) \| \| \| \| \| \| \| \| \| \| \| \| \| \| \| \| \| \| \| \| \| \| \| \| \| \| \| \| \| \| \| \| \| \| \| \| \| \| \| \| \| \| \| \| \| \| \| \| \| \| \| \| \| \| 6. Ernst I xứ Sachsen-Coburg và Gotha[100] \| \| \| \| \| \| \| \| \| \| \| \| \| \| \| \| \| \| \| \| \| \| \| \| \| \| \| \| \| \| \| \| \| \| \| \| \| \| \| \| \| \| \| \| \| \| \| \| \| \| \| \| \| \| 26. Heinrich XXIV Reuß xứ Ebersdorf (= 22) \| \| \| \| \| \| \| \| \| \| \| \| \| \| \| \| \| \| \| \| \| \| \| \| \| \| \| \| \| \| \| \| \| \| \| \| \| \| \| \| \| \| \| \| \| \| \| \| \| \| \| \| \| \| 13. Auguste Reuß xứ Ebersdorf (= 11)[100] \| \| \| \| \| \| \| \| \| \| \| \| \| \| \| \| \| \| \| \| \| \| \| \| \| \| \| \| \| \| \| \| \| \| \| \| \| \| \| \| \| \| \| \| \| \| \| \| \| \| \| \| \| \| 27. Caroline Ernestine xứ Erbach-Schönberg (= 23) \| \| \| \| \| \| \| \| \| \| \| \| \| \| \| \| \| \| \| \| \| \| \| \| \| \| \| \| \| \| \| \| \| \| \| \| \| \| \| \| \| \| \| \| \| \| \| \| \| \| \| \| \| \| 3. Albrecht xứ Sachsen-Coburg và Gotha \| \| \| \| \| \| \| \| \| \| \| \| \| \| \| \| \| \| \| \| \| \| \| \| \| \| \| \| \| \| \| \| \| \| \| \| \| \| \| \| \| \| \| \| \| \| \| \| \| \| \| \| \| \| 28. Ernst II xứ Sachsen-Gotha-Altenburg \| \| \| \| \| \| \| \| \| \| \| \| \| \| \| \| \| \| \| \| \| \| \| \| \| \| \| \| \| \| \| \| \| \| \| \| \| \| \| \| \| \| \| \| \| \| \| \| \| \| \| \| \| \| 14. August I xứ Sachsen-Gotha-Altenburg[100] \| \| \| \| \| \| \| \| \| \| \| \| \| \| \| \| \| \| \| \| \| \| \| \| \| \| \| \| \| \| \| \| \| \| \| \| \| \| \| \| \| \| \| \| \| \| \| \| \| \| \| \| \| \| 29. Charlotte xứ Sachsen-Meiningen \| \| \| \| \| \| \| \| \| \| \| \| \| \| \| \| \| \| \| \| \| \| \| \| \| \| \| \| \| \| \| \| \| \| \| \| \| \| \| \| \| \| \| \| \| \| \| \| \| \| \| \| \| \| 7. Luise Pauline xứ Sachsen-Gotha-Altenburg[100] \| \| \| \| \| \| \| \| \| \| \| \| \| \| \| \| \| \| \| \| \| \| \| \| \| \| \| \| \| \| \| \| \| \| \| \| \| \| \| \| \| \| \| \| \| \| \| \| \| \| \| \| \| \| 30. Friedrich Franz I xứ Mecklenburg \| \| \| \| \| \| \| \| \| \| \| \| \| \| \| \| \| \| \| \| \| \| \| \| \| \| \| \| \| \| \| \| \| \| \| \| \| \| \| \| \| \| \| \| \| \| \| \| \| \| \| \| \| \| 15. Luise Charlotte xứ Mecklenburg[100] \| \| \| \| \| \| \| \| \| \| \| \| \| \| \| \| \| \| \| \| \| \| \| \| \| \| \| \| \| \| \| \| \| \| \| \| \| \| \| \| \| \| \| \| \| \| \| \| \| \| \| \| \| \| 31. Luise xứ Sachsen-Gotha-Altenburg \| \| \| \| \| \| \| \| \| \| \| \| \| \| \| \| \| \| \| \| \| \| \| \| \| \| \| \| \| \| \| \| \| \| \| \| \| \| \| \| \| \| \| \| \| \| \| \| \| \| \| \| |                                                           |  |  |  |  |  |  |  |  |  |  |  |  |  |  |  |
| |                                                           |  |  |  |  |  |  |  |  |  |  |  |  |  |  |  |
| | 16. Frederick của Đại Anh                                 |  |  |  |  |  |  |  |  |  |  |  |  |  |  |  |
| |                                                           |  |  |  |  |  |  |  |  |  |  |  |  |  |  |  |
| |                                                           |  |  |  |  |  |  |  |  |  |  |  |  |  |  |  |
| | 8. George III của Liên hiệp Anh                           |  |  |  |  |  |  |  |  |  |  |  |  |  |  |  |
| |                                                           |  |  |  |  |  |  |  |  |  |  |  |  |  |  |  |
| |                                                           |  |  |  |  |  |  |  |  |  |  |  |  |  |  |  |
| | 17. Augusta xứ Sachsen-Gotha-Altenburg                    |  |  |  |  |  |  |  |  |  |  |  |  |  |  |  |
| |                                                           |  |  |  |  |  |  |  |  |  |  |  |  |  |  |  |
| |                                                           |  |  |  |  |  |  |  |  |  |  |  |  |  |  |  |
| | 4. Edward của Liên hiệp Anh                               |  |  |  |  |  |  |  |  |  |  |  |  |  |  |  |
| |                                                           |  |  |  |  |  |  |  |  |  |  |  |  |  |  |  |
| |                                                           |  |  |  |  |  |  |  |  |  |  |  |  |  |  |  |
| | 18. Karl Ludwig xứ Mecklenburg                            |  |  |  |  |  |  |  |  |  |  |  |  |  |  |  |
| |                                                           |  |  |  |  |  |  |  |  |  |  |  |  |  |  |  |
| |                                                           |  |  |  |  |  |  |  |  |  |  |  |  |  |  |  |
| | 9. Charlotte xứ Mecklenburg-Strelitz                      |  |  |  |  |  |  |  |  |  |  |  |  |  |  |  |
| |                                                           |  |  |  |  |  |  |  |  |  |  |  |  |  |  |  |
| |                                                           |  |  |  |  |  |  |  |  |  |  |  |  |  |  |  |
| | 19. Elisabeth Albertine xứ Sachsen-Hildburghausen         |  |  |  |  |  |  |  |  |  |  |  |  |  |  |  |
| |                                                           |  |  |  |  |  |  |  |  |  |  |  |  |  |  |  |
| |                                                           |  |  |  |  |  |  |  |  |  |  |  |  |  |  |  |
| | 2. Victoria I của Liên hiệp Anh                           |  |  |  |  |  |  |  |  |  |  |  |  |  |  |  |
| |                                                           |  |  |  |  |  |  |  |  |  |  |  |  |  |  |  |
| |                                                           |  |  |  |  |  |  |  |  |  |  |  |  |  |  |  |
| | 20. Ernst Friedrich xứ Sachsen-Coburg-Saalfeld (= 24)     |  |  |  |  |  |  |  |  |  |  |  |  |  |  |  |
| |                                                           |  |  |  |  |  |  |  |  |  |  |  |  |  |  |  |
| |                                                           |  |  |  |  |  |  |  |  |  |  |  |  |  |  |  |
| | 10. Franz I xứ Sachsen-Coburg-Saalfeld (= 12)             |  |  |  |  |  |  |  |  |  |  |  |  |  |  |  |
| |                                                           |  |  |  |  |  |  |  |  |  |  |  |  |  |  |  |
| |                                                           |  |  |  |  |  |  |  |  |  |  |  |  |  |  |  |
| | 21. Sophie Antoinette xứ Braunschweig-Wolfenbüttel (= 25) |  |  |  |  |  |  |  |  |  |  |  |  |  |  |  |
| |                                                           |  |  |  |  |  |  |  |  |  |  |  |  |  |  |  |
| |                                                           |  |  |  |  |  |  |  |  |  |  |  |  |  |  |  |
| | 5. Victoire xứ Sachsen-Coburg-Saalfeld                    |  |  |  |  |  |  |  |  |  |  |  |  |  |  |  |
| |                                                           |  |  |  |  |  |  |  |  |  |  |  |  |  |  |  |
| |                                                           |  |  |  |  |  |  |  |  |  |  |  |  |  |  |  |
| | 22. Heinrich XXIV Reuß xứ Ebersdorf (= 26)                |  |  |  |  |  |  |  |  |  |  |  |  |  |  |  |
| |                                                           |  |  |  |  |  |  |  |  |  |  |  |  |  |  |  |
| |                                                           |  |  |  |  |  |  |  |  |  |  |  |  |  |  |  |
| | 11. Auguste Reuß xứ Ebersdorf (= 13)                      |  |  |  |  |  |  |  |  |  |  |  |  |  |  |  |
| |                                                           |  |  |  |  |  |  |  |  |  |  |  |  |  |  |  |
| |                                                           |  |  |  |  |  |  |  |  |  |  |  |  |  |  |  |
| | 23. Caroline Ernestine xứ Erbach-Schönberg (= 27)         |  |  |  |  |  |  |  |  |  |  |  |  |  |  |  |
| |                                                           |  |  |  |  |  |  |  |  |  |  |  |  |  |  |  |
| |                                                           |  |  |  |  |  |  |  |  |  |  |  |  |  |  |  |
| | 1. Beatrice của Liên hiệp Anh                             |  |  |  |  |  |  |  |  |  |  |  |  |  |  |  |
| |                                                           |  |  |  |  |  |  |  |  |  |  |  |  |  |  |  |
| |                                                           |  |  |  |  |  |  |  |  |  |  |  |  |  |  |  |
| | 24. Ernst Friedrich xứ Sachsen-Coburg-Saalfeld (= 20)     |  |  |  |  |  |  |  |  |  |  |  |  |  |  |  |
| |                                                           |  |  |  |  |  |  |  |  |  |  |  |  |  |  |  |
| |                                                           |  |  |  |  |  |  |  |  |  |  |  |  |  |  |  |
| | 12. Franz I xứ Sachsen-Coburg-Saalfeld (= 10)             |  |  |  |  |  |  |  |  |  |  |  |  |  |  |  |
| |                                                           |  |  |  |  |  |  |  |  |  |  |  |  |  |  |  |
| |                                                           |  |  |  |  |  |  |  |  |  |  |  |  |  |  |  |
| | 25. Sophie Antoinette xứ Braunschweig-Wolfenbüttel (= 21) |  |  |  |  |  |  |  |  |  |  |  |  |  |  |  |
| |                                                           |  |  |  |  |  |  |  |  |  |  |  |  |  |  |  |
| |                                                           |  |  |  |  |  |  |  |  |  |  |  |  |  |  |  |
| | 6. Ernst I xứ Sachsen-Coburg và Gotha                     |  |  |  |  |  |  |  |  |  |  |  |  |  |  |  |
| |                                                           |  |  |  |  |  |  |  |  |  |  |  |  |  |  |  |
| |                                                           |  |  |  |  |  |  |  |  |  |  |  |  |  |  |  |
| | 26. Heinrich XXIV Reuß xứ Ebersdorf (= 22)                |  |  |  |  |  |  |  |  |  |  |  |  |  |  |  |
| |                                                           |  |  |  |  |  |  |  |  |  |  |  |  |  |  |  |
| |                                                           |  |  |  |  |  |  |  |  |  |  |  |  |  |  |  |
| | 13. Auguste Reuß xứ Ebersdorf (= 11)                      |  |  |  |  |  |  |  |  |  |  |  |  |  |  |  |
| |                                                           |  |  |  |  |  |  |  |  |  |  |  |  |  |  |  |
| |                                                           |  |  |  |  |  |  |  |  |  |  |  |  |  |  |  |
| | 27. Caroline Ernestine xứ Erbach-Schönberg (= 23)         |  |  |  |  |  |  |  |  |  |  |  |  |  |  |  |
| |                                                           |  |  |  |  |  |  |  |  |  |  |  |  |  |  |  |
| |                                                           |  |  |  |  |  |  |  |  |  |  |  |  |  |  |  |
| | 3. Albrecht xứ Sachsen-Coburg và Gotha                    |  |  |  |  |  |  |  |  |  |  |  |  |  |  |  |
| |                                                           |  |  |  |  |  |  |  |  |  |  |  |  |  |  |  |
| |                                                           |  |  |  |  |  |  |  |  |  |  |  |  |  |  |  |
| | 28. Ernst II xứ Sachsen-Gotha-Altenburg                   |  |  |  |  |  |  |  |  |  |  |  |  |  |  |  |
| |                                                           |  |  |  |  |  |  |  |  |  |  |  |  |  |  |  |
| |                                                           |  |  |  |  |  |  |  |  |  |  |  |  |  |  |  |
| | 14. August I xứ Sachsen-Gotha-Altenburg                   |  |  |  |  |  |  |  |  |  |  |  |  |  |  |  |
| |                                                           |  |  |  |  |  |  |  |  |  |  |  |  |  |  |  |
| |                                                           |  |  |  |  |  |  |  |  |  |  |  |  |  |  |  |
| | 29. Charlotte xứ Sachsen-Meiningen                        |  |  |  |  |  |  |  |  |  |  |  |  |  |  |  |
| |                                                           |  |  |  |  |  |  |  |  |  |  |  |  |  |  |  |
| |                                                           |  |  |  |  |  |  |  |  |  |  |  |  |  |  |  |
| | 7. Luise Pauline xứ Sachsen-Gotha-Altenburg               |  |  |  |  |  |  |  |  |  |  |  |  |  |  |  |
| |                                                           |  |  |  |  |  |  |  |  |  |  |  |  |  |  |  |
| |                                                           |  |  |  |  |  |  |  |  |  |  |  |  |  |  |  |
| | 30. Friedrich Franz I xứ Mecklenburg                      |  |  |  |  |  |  |  |  |  |  |  |  |  |  |  |
| |                                                           |  |  |  |  |  |  |  |  |  |  |  |  |  |  |  |
| |                                                           |  |  |  |  |  |  |  |  |  |  |  |  |  |  |  |
| | 15. Luise Charlotte xứ Mecklenburg                        |  |  |  |  |  |  |  |  |  |  |  |  |  |  |  |
| |                                                           |  |  |  |  |  |  |  |  |  |  |  |  |  |  |  |
| |                                                           |  |  |  |  |  |  |  |  |  |  |  |  |  |  |  |
| | 31. Luise xứ Sachsen-Gotha-Altenburg                      |  |  |  |  |  |  |  |  |  |  |  |  |  |  |  |
| |                                                           |  |  |  |  |  |  |  |  |  |  |  |  |  |  |  |
| |                                                           |  |  |  |  |  |  |  |  |  |  |  |  |  |  |  |